# Théâtre municipal de Coulommiers
Le théâtre municipal de Coulommiers est un théâtre de style Art nouveau situé dans la ville de Coulommiers, en Seine-et-Marne (France).

## Situation

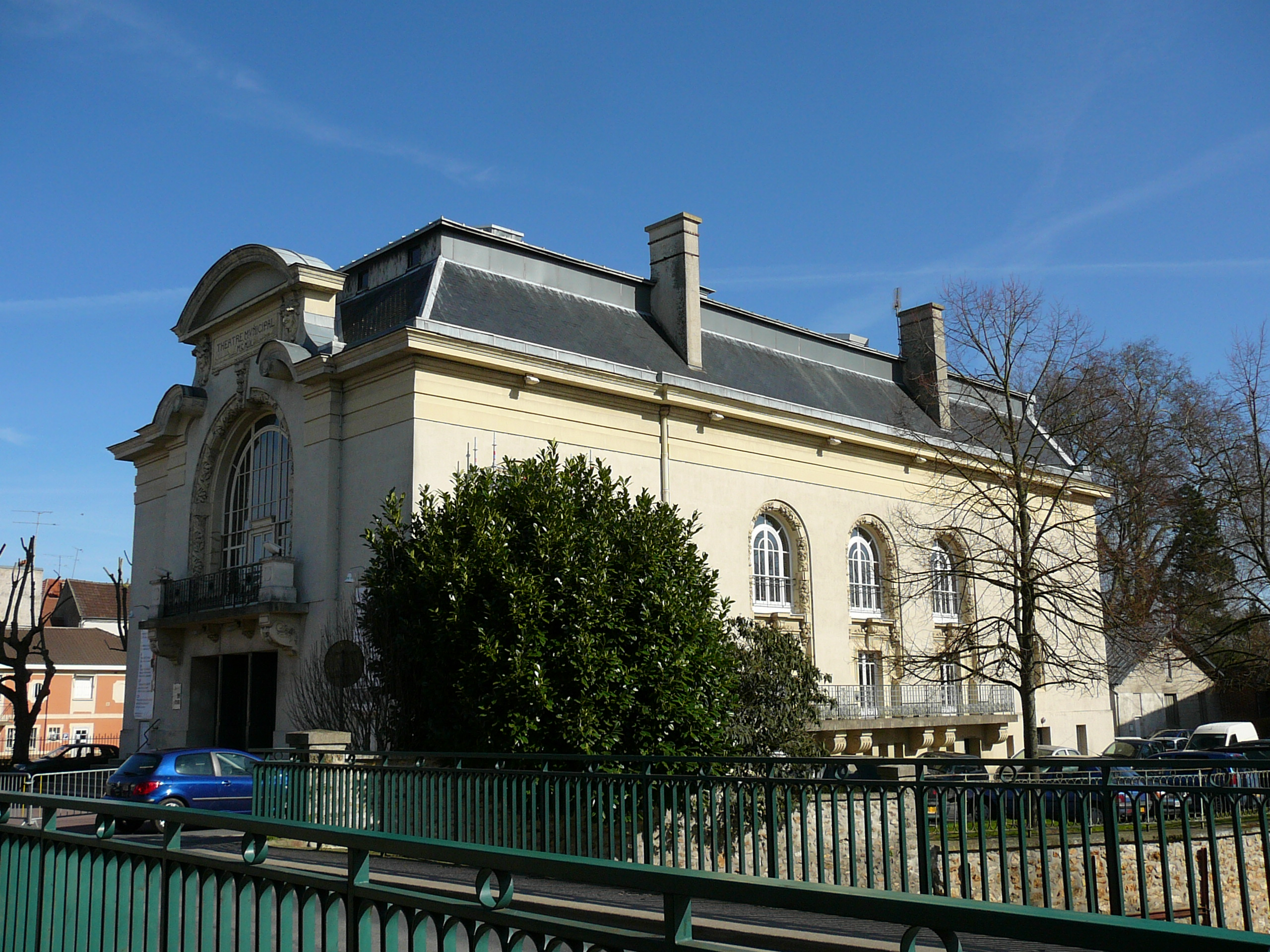

Le théâtre est situé rue du Général-de-Gaulle, à Coulommiers, en face de l'hôtel de ville.

## Contexte de la construction
En février 1902, le théâtre Venet-Rival, premier théâtre de la ville, est détruit dans un incendie,. L'édification d'un théâtre municipal est alors décidée et la ville lance un concours d'architecture afin de construire ce nouveau théâtre sur l'emplacement de l'usine à tan. À la suite de ce concours, deux architectes parisiens sont retenus : Charles Duval (1873-1937) et Camille Robida (1880-1938), tous deux jeunes diplômés de l'école des beaux-arts,.

## Construction

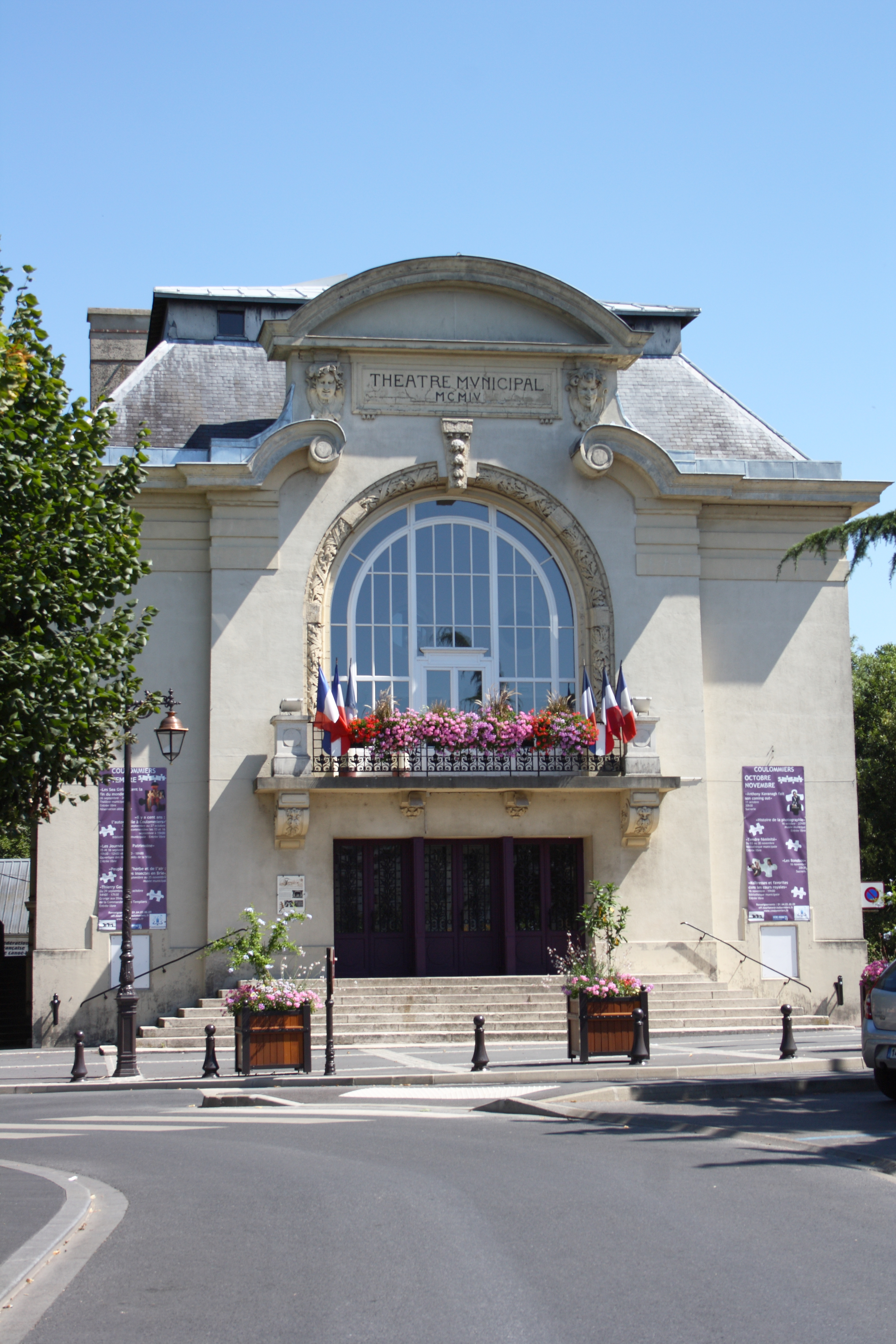

Le théâtre est construit entre 1903 et 1905 à l'emplacement de l'ancienne tannerie Clavé-Bertrand. Le théâtre porte la date « MCMIV » (« 1904 » en numération romaine).

## Architecture
Le théâtre municipal de Coulommiers a une architecture de style art nouveau ; il est d'ailleurs l'un des rares monuments d'inspiration art nouveau au cœur de la Brie. Il reprend l'agencement des théâtres à l'italienne.
Ce théâtre, dont le plan est rectangulaire,  a une architecture simple et aérée. Le théâtre est constitué de différents espaces répartis sur trois niveaux : des sanitaires, des loges, des bureaux, une chaufferie, une salle de spectacle de 750 places, un vestibule et un foyer. L'ensemble possède une décoration néoclassique sobre et bénéficie d'un éclairage naturel,. La simplicité de la distribution des espaces permet même d'éviter les décrochements visuels entre la scène et la salle.
La salle du théâtre est restaurée en 2007.

## Spectacles
Plusieurs personnalités du spectacle ont joué dans ce théâtre, telles que les Frères Jacques, Juliette Gréco ou Michel Galabru. Par ailleurs, c'est dans ce théâtre que Louis de Funès fit ses débuts en 1926, en tant qu'amateur, lors du cinquantenaire du collège dans lequel il était pensionnaire à Coulommiers.
Depuis 2013, des concerts de musique de chambre donnés par des artistes à la renommée internationale ont lieu dans ce théâtre.
Dans le hall, une exposition de photographies met en avant les nombreuses personnalités à être passées sur la scène de Coulommiers.

## Monument historique
Le bâtiment n'a été que peu modifié depuis sa construction et la machinerie d'origine du théâtre est toujours en place aujourd'hui et dans un très bon état de conservation. Le théâtre et sa machinerie sont pour cette raison inscrits à l'Inventaire supplémentaire des Monuments historiques depuis le 25 novembre 1994,,.